# Sky Lake (Florida)
Sky Lake es un lugar designado por el censo ubicado en el condado de Orange en el estado estadounidense de Florida. En el Censo de 2010 tenía una población de 6.153 habitantes y una densidad poblacional de 1.872,09 personas por km².

## Geografía
Sky Lake se encuentra ubicado en las coordenadas 28°27′38″N 81°23′24″O / 28.46056, -81.39000. Según la Oficina del Censo de los Estados Unidos, Sky Lake tiene una superficie total de 3.29 km², de la cual 3.28 km² corresponden a tierra firme y (0.32%) 0.01 km² es agua.

## Demografía
Según el censo de 2010, había 6.153 personas residiendo en Sky Lake. La densidad de población era de 1.872,09 hab./km². De los 6.153 habitantes, Sky Lake estaba compuesto por el 63.92% blancos, el 16.64% eran afroamericanos, el 0.7% eran amerindios, el 2.73% eran asiáticos, el 0.33% eran isleños del Pacífico, el 10.3% eran de otras razas y el 5.38% pertenecían a dos o más razas. Del total de la población el 52.09% eran hispanos o latinos de cualquier raza.